# Laapersbos
Het Laapersbos is een natuurgebied van het Goois Natuurreservaat ten zuiden van Hilversum. Het gebied ligt ten zuiden van de Diependaalselaan, tussen de Utrechtseweg (N417) en de spoorlijn Hilversum - Utrecht. Laapersbos sluit aan bij het meer noordelijk gelegen Laapersveld. Aan de overkant van de spoorlijn pal naast de A27 bevindt zich de Laapersheide.
Het is een bos geworden heideveld met daarin nog restantjes heide. Het bos is dichtbegroeid met vliegden en diverse soorten loofhout. Er bevinden zich nog enkele oude beukenlanen en restanten van eikenhakhoutbos, ook liggen er stukjes eikenspaartelgenbos. In het vogelrijk gebied leeft ook de zwarte specht. De oude beuken bieden plaats aan holenbroedende vogels en aan vleermuizen. Ook de das bezoekt regelmatig dit gebied. Charolais-runderen zorgen ervoor dat het gebied zijn diversiteit behoudt.